# Acrolophus filicornis
Acrolophus filicornis är en fjärilsart som beskrevs av Walsingham 1887. Acrolophus filicornis ingår i släktet Acrolophus och familjen Acrolophidae. Inga underarter finns listade i Catalogue of Life.